# Max Hastings

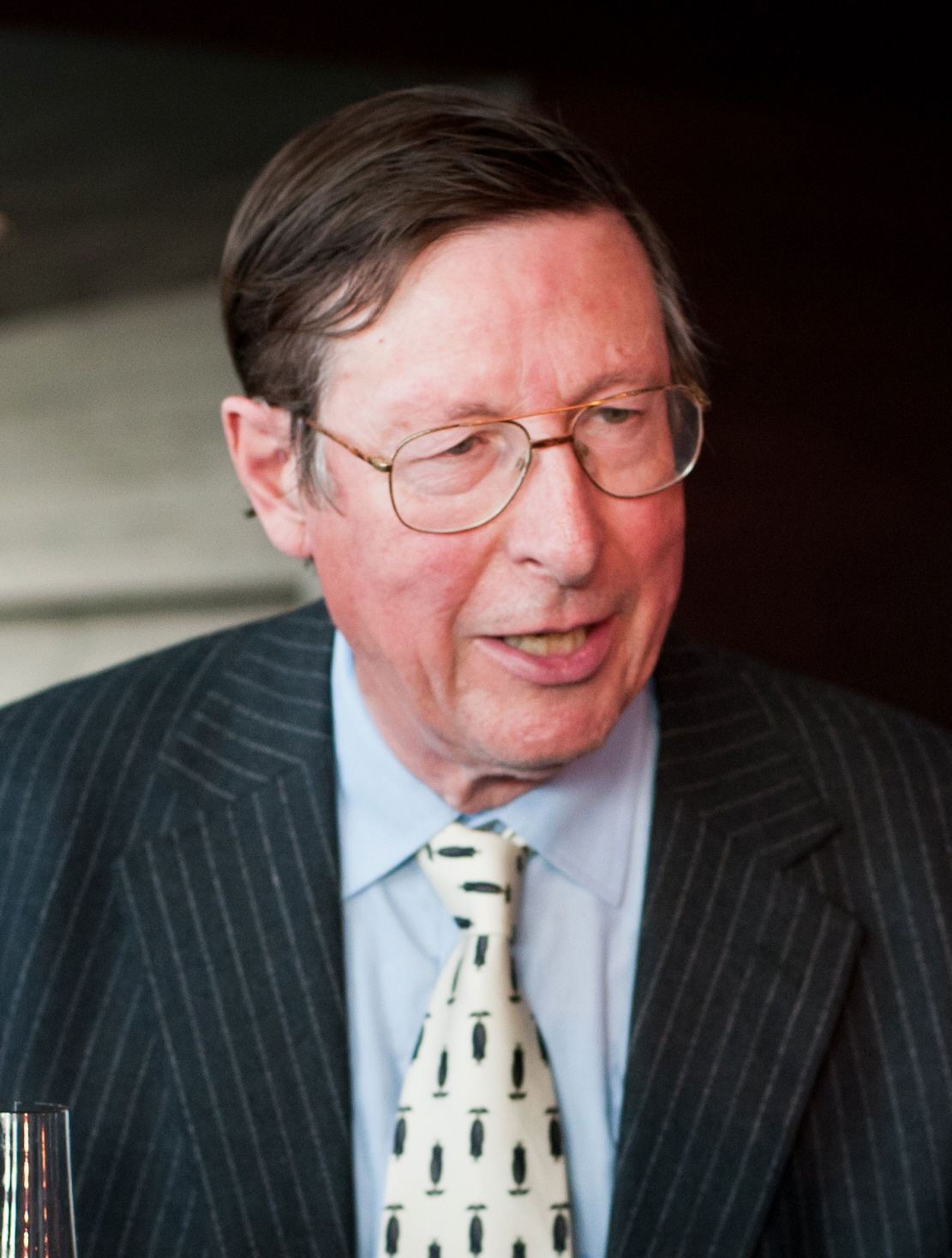
Max Hastings (2013)

Sir Macdonald Max Hastings (* 28. Dezember 1945 in London) ist ein britischer Journalist und Militärschriftsteller. Er war Herausgeber des Daily Telegraph und des Evening Standard.

## Leben
Hastings ist der Sohn des britischen Journalisten und Kriegsberichterstatters Macdonald Hastings, u. a. verantwortlich für die Literaturzeitschrift The Strand Magazine, und dessen ersten Frau, der Journalistin Anne Scott-James, die zeitweise das Modemagazin Harper’s Bazaar herausgab. Sein Cousin Sir Stephen Hastings war Politiker (Tories).
Max Hastings besuchte die Privatschule Charterhouse School in Godalming. 1963 diente er kurzzeitig im Parachute Regiment der British Army. Von 1963 bis 1964 beschäftigte er sich mit historischen Rundfunkdokumenten der BBC. 1964/65 studierte er für ein Jahr am University College der University of Oxford.
Von 1965 bis 1967 war Hastings als Reporter für die Londoner Tageszeitung Evening Standard tätig und arbeitete anschließend von 1968 bis 1970 als Auslandskorrespondent, unter anderem in den USA. Von 1970 bis 1973 war er Kommentator des TV-Formats Twenty-Four Hours. Danach wirkte er mehr als zehn Jahre als Auslandskorrespondent und Kriegsreporter für Print und Fernsehen (u. a. BBC Television). Dabei berichtete er unter anderem über Vietnamkrieg und Falklandkrieg. 
In der Zeit von 1986 bis 1995 war Hastings Herausgeber und Chefredakteur der Tageszeitung Daily Telegraph, danach kehrte er als Herausgeber zum Evening Standard zurück, wo er bis zu seinem Ruhestand im Jahre 2001 verblieb. Bis 2022 schrieb er als Kolumnist für die Boulevardzeitung Daily Mail und schrieb Artikel für die Financial Times sowie Rezensionen für der The New York Review of Books. Bis heute (Stand 2025) ist er Rezensent der Sunday Times
Hastings war Gastredner am Liddell Hart Centre for Military Archives am King’s College London. 2010 hielt er die Lees Knowles Lecture für Militärgeschichte an der University of Cambridge.
Er war unter anderem Trustee der National Portrait Gallery (1995–2004), Vorsitzender der Campaign to Protect Rural England (2002–2007).

## Privates
Hastings ist zum zweiten Mal verheiratet und Vater von zwei Kindern.

## Auszeichnungen

### Preise und Stipendien
- 1967: Stipendium, World Press Institute
- 1973: British Press Award (für die Berichterstattung über den Jom-Kippur-Krieg)
- 1980: British Press Award
- 1980: Somerset Maugham Award (für Bomber Command: The British Bombing of Germany in World War II)
- 1982: Journalist of the Year
- 1982: Reporter of the Year, Granada Television (für Berichterstattung über den Falklandkrieg)
- 1982: British Press Award
- 1983: Book of the Year Award, Yorkshire Post (für The Battle for the Falklands)
- 1988: Editor of the Year
- 1989: Book of the Year Award, Yorkshire Post (für Overlord: D-Day and the Battle for Normandy)
- 2008: Special Lifetime Achievement Award, Royal United Services Institute
- 2009: Edgar Wallace Award, London Press Club
- 2012: Duke of Westminster’s Medal for Military Literature
- 2012: Pritzker Literature Award for Lifetime Achievement in Military Writing

### Orden und Ehrenzeichen
- 2002: Knight Bachelor

### Mitgliedschaften
- 1996: Fellow, Royal Society of Literature (FRSL)
- Fellow, Royal Historical Society (FRHistS)

### Ehrenmitgliedschaften
- 2004: Honorary Fellow, King’s College London, Universität London

## Publikationen (Auswahl)
- America, 1968: The Fire This Time. Gollancz, 1969, ISBN 0-575-00234-4.
- Ulster 1969: The Fight for Civil Rights in Northern Ireland. Gollancz, 1970, ISBN 0-575-00482-7.
- Montrose: The King's Champion. Gollancz, 1977, ISBN 0-575-02226-4.
- Bomber Command. Michael Joseph, 1979, ISBN 0-7181-1603-8.
- Battle of Britain. Mit Len Deighton. Jonathan Cape, 1980, ISBN 0-224-01826-4.
- Yoni – Hero of Entebbe: Life of Yonathan Netanyahu. Weidenfeld & Nicolson, 1980, ISBN 0-297-77565-0.
- Das Reich: Resistance and the March of the Second SS Panzer Division Through France, June 1944. Michael Joseph, 1981, ISBN 0-7181-2074-4.
- Das Reich: March of the Second SS Panzer Division through France. Henry Holt & Co, 1982, ISBN 0-03-057059-X.
- mit Simon Jenkins: The Battle for the Falklands. W. W. Norton, 1983, ISBN 0-393-01761-3 ( Michael Joseph, 1983, ISBN 0-7181-2228-3).
- Overlord: D-Day and the Battle for Normandy. Simon & Schuster, 1984; Reprint 2006, ISBN 978-0307275714.
- als Hrsg.: The Oxford Book of Military Anecdotes. Oxford University Press, 1985, ISBN 0-19-214107-4.
- Victory in Europe. Weidenfeld & Nicolson, 1985, ISBN 0-297-78650-4.
- The Korean War. Michael Joseph, 1987, ISBN 0-7181-2068-X / Simon & Schuster, 1987, ISBN 0-671-52823-8.
- Outside Days. Michael Joseph, 1989, ISBN 0-7181-3330-7.
- Victory in Europe: D-Day to V-E Day. Little Brown & Co., 1992, ISBN 0-316-81334-6.
- Scattered Shots. Macmillan, 1999, ISBN 0-333-77103-6.
- Going to the Wars. Macmillan, 2000, ISBN 0-333-77104-4.
- Editor: A Memoir. Macmillan, 2002, ISBN 0-333-90837-6.
- Armageddon: The Battle for Germany 1944–45. Macmillan, 2004, ISBN 0-333-90836-8.
- Country Fair. HarperCollins, 2005, ISBN 0-00-719886-8.
- Warriors: Exceptional Tales from the Battlefield. HarperCollins, 2005, ISBN 0-00-719756-X.
- Nemesis: The Battle for Japan, 1944–45. HarperPress, 2007, ISBN 978-0-00-721982-7.
- All Hell Let Loose: The World at War 1939–1945. HarperPress, 2012, ISBN 978-0-00-745072-5.
- Catastrophe: Europe Goes to War 1914. William Collins, London 2013, ISBN 978-0-00-739857-7.
- Vietnam: An Epic Tragedy, 1945-1975. Harper, New York 2018, ISBN  978-0-06-240566-1.